# Liste des chapitres de Soul Eater
Cet article liste les tomes incluant les chapitres du shōnen manga Soul Eater et Soul Eater Not!.

## Soul Eater(édition simple)

### Tomes 1 à 10
| no | Japonais          | Japonais          | Français          | Français          |
| no | Date de sortie    | ISBN              | Date de sortie    | ISBN              |
| --- | ----------------- | ----------------- | ----------------- | ----------------- |
| 1 | 22 juin 2004      | 978-4-7575-1223-8 | 12 mars 2009      | 978-2-351-42055-3 |
| Titre du volume : Listen to the Beat of the SOUL Personnages en couverture (de gauche à droite) : Soul Eater Evans, Blair, Maka AlbarnListe des chapitres : - Soul Eater - Black☆Star - Death The Kid - Chapitre 1 : Cours de rattrapage (1re partie) |                   |                   |                   |                   |
| 2 | 22 novembre 2004  | 978-4-7575-1322-8 | 12 mars 2009      | 978-2-351-42056-0 |
| Titre du volume : The jet-black SOUL, Walk with me Personnages en couverture (de gauche à droite) : Black☆Star, Tsubaki NakatsukasaListe des chapitres : - Chapitre 2 : Cours de rattrapage (2e partie) - Chapitre 3 : Le nouvel élève et le contrôle des âmes - Chapitre 4 : La lame damnée (1re partie) - Chapitre 5 : La lame damnée (2e partie) |                   |                   |                   |                   |
| 3 | 22 avril 2005     | 978-4-7575-1413-3 | 14 mai 2009       | 978-2-351-42057-7 |
| Titre du volume : Rip off the pitch-black SOUL! Personnages en couverture (de gauche à droite) : Patricia Thompson, Death The Kid, Elizabeth ThompsonListe des chapitres : - Chapitre 6 : La légende d'Excalibur - Chapitre 7 : Le sabre maudit (1re partie) - Chapitre 8 : Le sabre maudit (2e partie) - Chapitre 9 : Une âme volontaire |                   |                   |                   |                   |
| 4 | 22 août 2005      | 978-4-7575-1505-5 | 2 juillet 2009    | 978-2-351-42368-4 |
| Titre du volume : Let have mercy on the crying SOUL Personnages en couverture (de gauche à droite) : Médusa Gorgon, Ragnarok, CronaListe des chapitres : - Chapitre 10 : Expérimentation (1re partie) - Chapitre 11 : Expérimentation (2e partie) - Chapitre 12 : L'examen écrit de la mort - Chapitre 13 : Le dragon noir (1re partie) - Chapitre 14 : Le dragon noir (2e partie)                                                                        |                   |                   |                   |                   |
| 5 | 22 décembre 2005  | 978-4-7575-1584-0 | 10 septembre 2009 | 978-2-351-42369-1 |
| Titre du volume : While our SOUL lasts till the limit Personnages en couverture (de gauche à droite) : Spirit Albarn, Franken SteinListe des chapitres : - Chapitre 15 : Soirée anniversaire de la fondation de Shibusen - Chapitre 16 : Combat mortel en sous-sol (1re partie) - Chapitre 17 : Combat mortel en sous-sol (2e partie) - Chapitre 18 : Combat mortel en sous-sol (3e partie)                                                               |                   |                   |                   |                   |
| 6 | 22 avril 2006     | 978-4-7575-1671-7 | 12 novembre 2009  | 978-2-351-42370-7 |
| Titre du volume : Let my heart come in touch with your SOUL Personnages en couverture (de gauche à droite) : Mizuné, Elka Frog, FreeListe des chapitres : - Chapitre 19 : Combat mortel en sous-sol (4e partie) - Chapitre 20 : Combat mortel en sous-sol (5e partie) - Chapitre 21 : Combat mortel en sous-sol (6e partie) - Chapitre 22 : Combat mortel en sous-sol (7e partie)                                                                         |                   |                   |                   |                   |
| 7 | 22 septembre 2006 | 978-4-7575-1774-5 | 14 janvier 2010   | 978-2-351-42396-7 |
| Titre du volume : Let our SOULS drive us Personnages en couverture (de gauche à droite) : Justin Law, Azusa Yumi, Marie MjolnirListe des chapitres : - Chapitre 23 : La vie quotidienne - Chapitre 24 : Journée d'initiation (1re partie) - Chapitre 25 : Journée d'initiation (2e partie) - Chapitre 26 : Journée d'initiation (3e partie) - Chapitre 27 : Le garde du corps (1re partie)                                                                |                   |                   |                   |                   |
| 8 | 22 janvier 2007   | 978-4-7575-1922-0 | 11 mars 2010      | 978-2-351-42397-4 |
| Titre du volume : A heart full of emotion, A SOUL full of dignity Personnages en couverture (de gauche à droite) : Mira Naigus, Sid BarrettListe des chapitres : - Chapitre 28 : Le garde du corps (2e partie) - Chapitre 29 : Serpent - Chapitre 30 : Retrouvailles express (1re partie) - Chapitre 31 : Retrouvailles express (2e partie) |                   |                   |                   |                   |
| 9 | 22 mai 2007       | 978-4-7575-2015-8 | 12 mai 2010       | 978-2-351-42398-1 |
| Titre du volume : DUKES BLAZE, SOUL IGNITE Personnages en couverture (de gauche à droite) : Giricco, Arachné GorgonListe des chapitres : - Chapitre 32 : Le coin de la chambre - Chapitre spécial : La légendaire légende de l'épée légendaire - Chapitre 33 : Une saine compétition - Chapitre 34 : La bataille pour l'Infusio (1re partie) - Chapitre 35 : La bataille pour l'Infusio (2e partie)                                                       |                   |                   |                   |                   |
| 10 | 22 octobre 2007   | 978-4-7575-2132-2 | 1er juillet 2010  | 978-2-351-42399-8 |
| Titre du volume : MIND SHUT, EYES SHUT, SOULS SHUT IN Personnages en couverture (de gauche à droite) : Ox Ford avec Harvar d'Éclair, Kirik Rung avec Pot of fire et Pot of thunder, Kim Diehl avec Jacqueline O'Lantern DupréListe des chapitres : - Chapitre 36 : La bataille pour l'Infusio (3e partie) - Chapitre 37 : La bataille pour l'Infusio (4e partie) - Chapitre 38 : Enquête interne (1re partie) - Chapitre 39 : Enquête interne (2e partie) |                   |                   |                   |                   |

### Tomes 11 à 20
| no | Japonais          | Japonais          | Français         | Français          |
| no | Date de sortie    | ISBN              | Date de sortie   | ISBN              |
| --- | ----------------- | ----------------- | ---------------- | ----------------- |
| 11 | 22 mars 2008      | 978-4-7575-2239-8 | 9 septembre 2010 | 978-2-351-42400-1 |
| Titre du volume : FACE UP! EYES HIGH! BLAZE YOUR SOULS! Personnages en couverture (de gauche à droite) : Angela Leon, Mifuné, MosquitoListe des chapitres : - Chapitre 40 : La décision - Chapitre 41 : Le clown (1re partie) - Chapitre 42 : Le clown (2e partie) - Chapitre 43 : Le clown (3e partie) - Chapitre 44 : Un choix difficile |                   |                   |                  |                   |
| 12 | 21 juin 2008      | 978-4-7575-2300-5 | 10 novembre 2010 | 978-2-351-42574-9 |
| Titre du volume : SOULS, yet hidden, quite obscure. Personnages en couverture : Maka Albarn, Soul Eater Evans, BlairListe des chapitres : - Chapitre 45 : Négociations - Chapitre 46 : À l'assaut du château de Baba Yaga (1re partie) - Chapitre 47 : À l'assaut du château de Baba Yaga (2e partie) - Chapitre 48 : À l'assaut du château de Baba Yaga (3e partie)                                                                                          |                   |                   |                  |                   |
| 13 | 22 octobre 2008   | 978-4-7575-2400-2 | 13 janvier 2011  | 978-2-351-42575-6 |
| Titre du volume : IN THE NAME OF « SOUL » Personnages en couverture : Tsubaki Nakatsukasa, Black☆StarListe des chapitres : - Chapitre 49 : À l'assaut du château de Baba Yaga (4e partie) - Chapitre 50 : À l'assaut du château de Baba Yaga (5e partie) - Chapitre 51 : À l'assaut du château de Baba Yaga (6e partie) - Chapitre 52 : À l'assaut du château de Baba Yaga (7e partie)                                                                        |                   |                   |                  |                   |
| 14 | 21 mars 2009      | 978-4-7575-2509-2 | 9 mars 2011      | 978-2-351-42576-3 |
| Titre du volume : (Qu'est-ce que tu croyais trouver ici !? 'bécile !) Personnage en couverture : ExcaliburListe des chapitres : - Chapitre 53 : À l'assaut du château de Baba Yaga (8e partie) - Chapitre 54 : À l'assaut du château de Baba Yaga (9e partie) - Chapitre 55 : À l'assaut du château de Baba Yaga (10e partie) - Chapitre 56 : À l'assaut du château de Baba Yaga (11e partie) - Chapitre 57 : À l'assaut du château de Baba Yaga (12e partie) |                   |                   |                  |                   |
| 15 | 18 septembre 2009 | 978-4-7575-2678-5 | 12 mai 2011      | 978-2-351-42577-0 |
| Titre du volume : I will get your SOUL Personnages en couverture : Patricia Thompson, Death The Kid, Elizabeth ThompsonListe des chapitres : - Chapitre 58 : À l'assaut du château de Baba Yaga (13e partie) - Chapitre 59 : À l'assaut du château de Baba Yaga (14e partie) - Chapitre 60 : À l'assaut du château de Baba Yaga (15e partie) - Chapitre 61 : La fin d'une époque, un nouveau départ - Chapitre 62 : Entraînement                              |                   |                   |                  |                   |
| 16 | 22 février 2010   | 978-4-7575-2790-4 | 7 juillet 2011   | 978-2-351-42578-7 |
| Titre du volume : This is the new SOUL resonance Personnages en couverture : Soul Eater Evans, Blair, Maka AlbarnListe des chapitres : - Chapitre 63 : Wanna be an angel - Chapitre 64 : À vos marques ! - Chapitre 65 : Ailes noires contre ailes blanches - Chapitre 66 : Recherches en sorcellerie (1re partie) - Chapitre 67 : Recherches en sorcellerie (2e partie)                                                                                      |                   |                   |                  |                   |
| 17 | 22 juillet 2010   | 978-4-7575-2930-4 | 13 octobre 2011  | 978-2-351-42604-3 |
| Titre du volume : The SOUL with frenzy makes war Personnages en couverture : Crona avec le Clown Noir et RagnarokListe des chapitres : - Chapitre 68 : Abysse du désespoir, immondice et ténèbres - Chapitre 69 : Triangle amoureux - Chapitre 70 : En vadrouille - Chapitre 71 : Les Grands Anciens - Chapitre 72 : Opération de sauvetage (1re partie) |                   |                   |                  |                   |
| 18 | 22 novembre 2010  | 978-4-7575-3056-0 | 8 décembre 2011  | 978-2-351-42690-6 |
| Titre du volume : The deep darkness invite insanity Personnages en couverture : Black☆Star avec Tsubaki NakatsukasaListe des chapitres : - Chapitre 73 : Opération de sauvetage (2e partie) - Chapitre 74 : Opération de sauvetage (3e partie) - Chapitre 75 : Opération de sauvetage (4e partie) - Chapitre 76 : Opération de sauvetage (5e partie) |                   |                   |                  |                   |
| 19 | 22 mars 2011      | 978-4-7575-3163-5 | 8 mars 2012      | 978-2-351-42691-3 |
| Titre du volume : The SOUL does what the SOUL pleases Personnage en couverture : Death The KidListe des chapitres : - Chapitre 77 : Opération de sauvetage (6e partie) - Chapitre 78 : Opération de sauvetage (7e partie) - Chapitre 79 : Opération de sauvetage (8e partie) - Chapitre 80 : Opération de sauvetage (9e partie) - Chapitre 81 : Opération de sauvetage (10e partie)                                                                           |                   |                   |                  |                   |
| 20 | 22 septembre 2011 | 978-4-7575-3364-6 | 5 juillet 2012   | 978-2-351-42774-3 |
| Titre du volume : Before long The madness break out Personnages en couverture : Médusa Gorgon avec le Clown VioletListe des chapitres : - Chapitre 82 : Divagations - Chapitre 83 : Un sang de folie - Chapitre 84 : Rétablissement - Chapitre 85 : La chasse - Chapitre 86 : Le feu divin - Chapitre 87 : Une simple histoire |                   |                   |                  |                   |

### Tomes 21 à 25
| no | Japonais         | Japonais          | Français         | Français          |
| no | Date de sortie   | ISBN              | Date de sortie   | ISBN              |
| --- | ---------------- | ----------------- | ---------------- | ----------------- |
| 21 | 22 février 2012  | 978-4-7575-3501-5 | 11 octobre 2012  | 978-2-351-42829-0 |
| Titre du volume : Keep the discipline all over the world Personnages en couverture : Justin Law avec le ClownListe des chapitres : - Chapitre 88 : Pêche en altitude - Chapitre 89 : Celui qui nous regardait de haut - Chapitre 90 : Objectif lunaire - Chapitre 91 : Bataille pour la lune (1re partie) - Chapitre 92 : Bataille pour la lune (2e partie) |                  |                   |                  |                   |
| 22 | 21 juillet 2012  | 978-4-7575-3659-3 | 14 mars 2013     | 978-2-351-42876-4 |
| Titre du volume : The desire and flames named insanity Personnages en couverture : Franken Stein avec Marie MjolnirListe des chapitres : - Chapitre 93 : Bataille pour la lune (3e partie) - Chapitre 94 : Bataille pour la lune (4e partie) - Chapitre 95 : Bataille pour la lune (5e partie) - Chapitre 96 : Bataille pour la lune (6e partie) - Chapitre 97 : Bataille pour la lune (7e partie) |                  |                   |                  |                   |
| 23 | 22 décembre 2012 | 978-4-7575-3812-2 | 4 juillet 2013   | 978-2-351-42884-9 |
| Titre du volume : Stand up Shibusen fight against the insanity Personnages en couverture : Black☆Star avec Tsubaki Nakatsukasa, Death The Kid avec Elizabeth Thompson et Patricia ThompsonListe des chapitres : - Chapitre 98 : Le tribunal des sorcières - Chapitre 99 : Hissez haut ! - Chapitre 100 : Vers la lune ! - Chapitre 101 : La seconde guerre astrale (1re partie) - Chapitre 102 : La seconde guerre astrale (2e partie) |                  |                   |                  |                   |
| 24 | 22 juin 2013     | 978-4-7575-3979-2 | 14 novembre 2013 | 978-2-351-42930-3 |
| Titre du volume : ASURA has manifasted on the moon Personnages en couverture : Le Grand Dévoreur Asura, La Lune, Maître ShinigamiListe des chapitres : - Chapitre 103 : La seconde guerre astrale (3e partie) - Chapitre 104 : The Dark Side of the Moon I - Chapitre 105 : The Dark Side of the Moon II - Chapitre 106 : The Dark Side of the Moon III - Chapitre 107 : The Dark Side of the Moon IV |                  |                   |                  |                   |
| 25 | 12 décembre 2013 | 978-4-7575-4163-4 | 3 juillet 2014   | 978-2-368-52021-5 |
| Titre du volume : The LAST symphony of SOUL EATER Personnages en couverture : Death The Kid avec Elizabeth Thompson et Patricia Thompson, Maka Albarn avec Soul Eater Evans, Crona, Black☆Star avec Tsubaki NakatsukasaListe des chapitres : - Chapitre 108 : The Dark Side of the Moon V - Chapitre 109 : The Dark Side of the Moon VI - Chapitre 110 : The Dark Side of the Moon VII - Chapitre 111 : The Dark Side of the Moon VIII - Chapitre 112 : The Dark Side of the Moon IX - Chapitre 113 : Une âme saine repose dans un corps sain et un esprit sain |                  |                   |                  |                   |

## Soul Eater(édition reliée)
Nouvelle édition en 12 volumes, en format double (triple pour le premier tome).
| no | Japonais                                                | Japonais                                              | Français        | Français          |
| no | Date de sortie                                          | ISBN                                                  | Date de sortie  | ISBN              |
| --- | ------------------------------------------------------- | ----------------------------------------------------- | --------------- | ----------------- |
| 1-2-3 | 22 juin 2004 (1) 22 novembre 2004 (2) 22 avril 2005 (3) | 978-4-7575-1223-8 978-4-7575-1322-8 978-4-7575-1413-3 | 11 mai 2017     | 978-2-368-52500-5 |
| Titre du volume : Listen to the Beat of the SOUL Personnages en couverture (de gauche à droite) : Soul Eater Evans, Blair, Maka AlbarnListe des chapitres : - Soul Eater - Black☆Star - Death The Kid - Chapitre 1 : Cours de rattrapage (1re partie) - Chapitre 2 : Cours de rattrapage (2e partie) - Chapitre 3 : Le nouvel élève et le contrôle des âmes - Chapitre 4 : La lame damnée (1re partie) - Chapitre 5 : La lame damnée (2e partie) - Chapitre 6 : La légende d'Excalibur - Chapitre 7 : Le sabre maudit (1re partie) - Chapitre 8 : Le sabre maudit (2e partie) - Chapitre 9 : Une âme volontaire                         |                                                         |                                                       |                 |                   |
| 4-5 | 22 août 2005 (4) 22 décembre 2005 (5)                   | 978-4-7575-1505-5 978-4-7575-1584-0                   | 6 juillet 2017  | 978-2-368-52513-5 |
| Titre du volume : Let have mercy on the crying SOUL Personnages en couverture (de gauche à droite) : Médusa Gorgon, Ragnarok, CronaListe des chapitres : - Chapitre 10 : Expérimentation (1re partie) - Chapitre 11 : Expérimentation (2e partie) - Chapitre 12 : L'examen écrit de la mort - Chapitre 13 : Le dragon noir (1re partie) - Chapitre 14 : Le dragon noir (2e partie) - Chapitre 15 : Soirée anniversaire de la fondation de Shibusen - Chapitre 16 : Combat mortel en sous-sol (1re partie) - Chapitre 17 : Combat mortel en sous-sol (2e partie) - Chapitre 18 : Combat mortel en sous-sol (3e partie)                   |                                                         |                                                       |                 |                   |
| 6-7 | 22 avril 2006 (6) 22 septembre 2006 (7)                 | 978-4-7575-1671-7 978-4-7575-1774-5                   | 12 octobre 2017 | 978-2-368-52534-0 |
| Liste des chapitres : - Chapitre 19 : Combat mortel en sous-sol (4e partie) - Chapitre 20 : Combat mortel en sous-sol (5e partie) - Chapitre 21 : Combat mortel en sous-sol (6e partie) - Chapitre 22 : Combat mortel en sous-sol (7e partie) - Chapitre 23 : La vie quotidienne - Chapitre 24 : Journée d'initiation (1re partie) - Chapitre 25 : Journée d'initiation (2e partie) - Chapitre 26 : Journée d'initiation (3e partie) - Chapitre 27 : Le garde du corps (1re partie) |                                                         |                                                       |                 |                   |
| 8-9 | 22 janvier 2007 (8) 22 mai 2007 (9)                     | 978-4-7575-1922-0 978-2-351-42397-4                   | 11 janvier 2018 | 978-2-368-52535-7 |
| Liste des chapitres : - Chapitre 28 : Le garde du corps (2e partie) - Chapitre 29 : Serpent - Chapitre 30 : Retrouvailles express (1re partie) - Chapitre 31 : Retrouvailles express (2e partie) - Chapitre 32 : Le coin de la chambre - Chapitre spécial : La légendaire légende de l'épée légendaire - Chapitre 33 : Une saine compétition - Chapitre 34 : La bataille pour l'Infusio (1re partie) - Chapitre 35 : La bataille pour l'Infusio (2e partie) |                                                         |                                                       |                 |                   |
| 10-11 | 22 octobre 2007 (10) 22 mars 2008 (11)                  | 978-4-7575-2132-2 978-4-7575-2239-8                   | 12 avril 2018   | 978-2-368-52616-3 |
| Liste des chapitres : - Chapitre 36 : La bataille pour l'Infusio (3e partie) - Chapitre 37 : La bataille pour l'Infusio (4e partie) - Chapitre 38 : Enquête interne (1re partie) - Chapitre 39 : Enquête interne (2e partie) - Chapitre 40 : La décision - Chapitre 41 : Le clown (1re partie) - Chapitre 42 : Le clown (2e partie) - Chapitre 43 : Le clown (3e partie) - Chapitre 44 : Un choix difficile |                                                         |                                                       |                 |                   |
| 12-13 | 21 juin 2008 (12) 22 octobre 2008 (13)                  | 978-4-7575-2300-5 978-4-7575-2400-2                   | 5 juillet 2018  | 978-2-368-52617-0 |
| Liste des chapitres : - Chapitre 45 : Négociations - Chapitre 46 : À l'assaut du château de Baba Yaga (1re partie) - Chapitre 47 : À l'assaut du château de Baba Yaga (2e partie) - Chapitre 48 : À l'assaut du château de Baba Yaga (3e partie) - Chapitre 49 : À l'assaut du château de Baba Yaga (4e partie) - Chapitre 50 : À l'assaut du château de Baba Yaga (5e partie) - Chapitre 51 : À l'assaut du château de Baba Yaga (6e partie) - Chapitre 52 : À l'assaut du château de Baba Yaga (7e partie) |                                                         |                                                       |                 |                   |
| 14-15 | 21 mars 2009 (14) 18 septembre 2009 (15)                | 978-4-7575-2509-2 978-4-757-52678-5                   | 11 octobre 2018 | 978-2-368-52618-7 |
| Liste des chapitres : - Chapitre 53 : À l'assaut du château de Baba Yaga (8e partie) - Chapitre 54 : À l'assaut du château de Baba Yaga (9e partie) - Chapitre 55 : À l'assaut du château de Baba Yaga (10e partie) - Chapitre 56 : À l'assaut du château de Baba Yaga (11e partie) - Chapitre 57 : À l'assaut du château de Baba Yaga (12e partie) - Chapitre 58 : À l'assaut du château de Baba Yaga (13e partie) - Chapitre 59 : À l'assaut du château de Baba Yaga (14e partie) - Chapitre 60 : À l'assaut du château de Baba Yaga (15e partie) - Chapitre 61 : La fin d'une époque, un nouveau départ - Chapitre 62 : Entraînement |                                                         |                                                       |                 |                   |
| 16-17 | 22 février 2010 (16) 22 juillet 2010 (17)               | 978-4-7575-2790-4 978-4-7575-2930-4                   | 11 janvier 2019 | 978-2-368-52619-4 |
| Liste des chapitres : - Chapitre 63 : Wanna be an angel - Chapitre 64 : À vos marques ! - Chapitre 65 : Ailes noires contre ailes blanches - Chapitre 66 : Recherches en sorcellerie (1re partie) - Chapitre 67 : Recherches en sorcellerie (2e partie) - Chapitre 68 : Abysse du désespoir, immondice et ténèbres - Chapitre 69 : Triangle amoureux - Chapitre 70 : En vadrouille - Chapitre 71 : Les Grands Anciens - Chapitre 72 : Opération de sauvetage (1re partie) |                                                         |                                                       |                 |                   |
| 18-19 | 22 novembre 2010 (18) 22 mars 2011 (19)                 | 978-4-7575-3056-0 978-4-7575-3163-5                   | 11 avril 2019   | 978-2-368-52730-6 |
| Liste des chapitres : - Chapitre 73 : Opération de sauvetage (2e partie) - Chapitre 74 : Opération de sauvetage (3e partie) - Chapitre 75 : Opération de sauvetage (4e partie) - Chapitre 76 : Opération de sauvetage (5e partie) - Chapitre 77 : Opération de sauvetage (6e partie) - Chapitre 78 : Opération de sauvetage (7e partie) - Chapitre 79 : Opération de sauvetage (8e partie) - Chapitre 80 : Opération de sauvetage (9e partie) - Chapitre 81 : Opération de sauvetage (10e partie) |                                                         |                                                       |                 |                   |
| 20-21 | 22 septembre 2011 (20) 22 février 2012 (21)             | 978-4-7575-3364-6 978-4-7575-3501-5                   | 22 août 2019    | 978-2-368-52744-3 |
| Liste des chapitres : - Chapitre 82 : Divagations - Chapitre 83 : Un sang de folie - Chapitre 84 : Rétablissement - Chapitre 85 : La chasse - Chapitre 86 : Le feu divin - Chapitre 87 : Une simple histoire - Chapitre 88 : Pêche en altitude - Chapitre 89 : Celui qui nous regardait de haut - Chapitre 90 : Objectif lunaire - Chapitre 91 : Bataille pour la lune (1re partie) - Chapitre 92 : Bataille pour la lune (2e partie) |                                                         |                                                       |                 |                   |
| 22-23 | 21 juillet 2012 (22) 22 décembre 2012 (23)              | 978-4-7575-3659-3 978-4-7575-3812-2                   | 10 octobre 2019 | 978-2-368-52755-9 |
| Liste des chapitres : - Chapitre 93 : Bataille pour la lune (3e partie) - Chapitre 94 : Bataille pour la lune (4e partie) - Chapitre 95 : Bataille pour la lune (5e partie) - Chapitre 96 : Bataille pour la lune (6e partie) - Chapitre 97 : Bataille pour la lune (7e partie) - Chapitre 98 : Le tribunal des sorcières - Chapitre 99 : Hissez haut ! - Chapitre 100 : Vers la lune ! - Chapitre 101 : La seconde guerre astrale (1re partie) - Chapitre 102 : La seconde guerre astrale (2e partie) |                                                         |                                                       |                 |                   |
| 24-25 | 22 juin 2013 (24) 12 décembre 2013 (25)                 | 978-4-7575-3979-2 978-4-7575-4163-4                   | 20 février 2020 | 978-2-368-52756-6 |
| Liste des chapitres : - Chapitre 103 : La seconde guerre astrale (3e partie) - Chapitre 104 : The Dark Side of the Moon I - Chapitre 105 : The Dark Side of the Moon II - Chapitre 106 : The Dark Side of the Moon III - Chapitre 107 : The Dark Side of the Moon IV - Chapitre 108 : The Dark Side of the Moon V - Chapitre 109 : The Dark Side of the Moon VI - Chapitre 110 : The Dark Side of the Moon VII - Chapitre 111 : The Dark Side of the Moon VIII - Chapitre 112 : The Dark Side of the Moon IX - Chapitre 113 : Une âme saine repose dans un corps sain et un esprit sain                                                 |                                                         |                                                       |                 |                   |

## Soul Eater(Perfect Edition)
| no | Japonais          | Japonais          | Français        | Français          |
| no | Date de sortie    | ISBN              | Date de sortie  | ISBN              |
| --- | ----------------- | ----------------- | --------------- | ----------------- |
| 1 | 12 juillet 2019   | 978-4-7575-6187-8 | 2 février 2023  | 978-2-380-71473-9 |
| Personnage en couverture : Maka AlbarnListe des chapitres : - Soul Eater - Black☆Star - Death The Kid - Chapitre 1 : Cours de rattrapage (1re partie) - Chapitre 2 : Cours de rattrapage (2e partie) - Chapitre 3 : Le nouvel élève et le contrôle des âmes |                   |                   |                 |                   |
| 2 | 12 juillet 2019   | 978-4-7575-6188-5 | 13 avril 2023   | 978-2-380-71496-8 |
| Personnage en couverture : Soul Eater EvansListe des chapitres : - Chapitre 4 : La lame damnée (1re partie) - Chapitre 5 : La lame damnée (2e partie) - Chapitre 6 : La légende d'Excalibur - Chapitre 7 : Le sabre maudit (1re partie) - Chapitre 8 : Le sabre maudit (2e partie) - Chapitre 9 : Une âme volontaire |                   |                   |                 |                   |
| 3 | 16 août 2019      | 978-4-7575-6246-2 | 6 juillet 2023  | 978-2-380-71520-0 |
| Personnage en couverture : Black☆StarListe des chapitres : - Chapitre 10 : Expérimentation (1re partie) - Chapitre 11 : Expérimentation (2e partie) - Chapitre 12 : L'examen écrit de la mort - Chapitre 13 : Le dragon noir (1re partie) - Chapitre 14 : Le dragon noir (2e partie) - Chapitre 15 : Soirée anniversaire de la fondation de Shibusen - Chapitre 16 : Combat mortel en sous-sol (1re partie) |                   |                   |                 |                   |
| 4 | 16 août 2019      | 978-4-7575-6247-9 | 12 octobre 2023 |                   |
| Personnage en couverture : Tsubaki NakatsukasaListe des chapitres : - Chapitre 17 : Combat mortel en sous-sol (2e partie) - Chapitre 18 : Combat mortel en sous-sol (3e partie) - Chapitre 19 : Combat mortel en sous-sol (4e partie) - Chapitre 20 : Combat mortel en sous-sol (5e partie) - Chapitre 21 : Combat mortel en sous-sol (6e partie) - Chapitre 22 : Combat mortel en sous-sol (7e partie) |                   |                   |                 |                   |
| 5 | 17 septembre 2019 | 978-4-7575-6281-3 | 11 janvier 2024 | 978-2-380-71070-0 |
| Personnage en couverture : Death the KidListe des chapitres : - Chapitre 23 : La vie quotidienne - Chapitre 24 : Journée d'initiation (1re partie) - Chapitre 25 : Journée d'initiation (2e partie) - Chapitre 26 : Journée d'initiation (3e partie) - Chapitre 27 : Le garde du corps (1re partie) - Chapitre 28 : Le garde du corps (2e partie) - Chapitre 29 : Serpent |                   |                   |                 |                   |
| 6 | 17 septembre 2019 | 978-4-7575-6282-0 | 11 avril 2024   | 978-2-380-71071-7 |
| Personnages en couverture : Patricia Thompson et Elizabeth ThompsonListe des chapitres : - Chapitre 30 : Retrouvailles express (1re partie) - Chapitre 31 : Retrouvailles express (2e partie) - Chapitre 32 : Le coin de la chambre - Chapitre spécial : La légendaire légende de l'épée légendaire - Chapitre 33 : Une saine compétition - Chapitre 34 : La bataille pour l'Infusio (1re partie) - Chapitre 35 : La bataille pour l'Infusio (2e partie)                                                                |                   |                   |                 |                   |
| 7 | 17 octobre 2019   | 978-4-7575-6335-3 | 4 juillet 2024  | 978-2-380-71598-9 |
| Personnage en couverture : CronaListe des chapitres : - Chapitre 36 : La bataille pour l'Infusio (3e partie) - Chapitre 37 : La bataille pour l'Infusio (4e partie) - Chapitre 38 : Enquête interne (1re partie) - Chapitre 39 : Enquête interne (2e partie) - Chapitre 40 : La décision - Chapitre 41 : Le clown (1re partie) - Chapitre 42 : Le clown (2e partie) |                   |                   |                 |                   |
| 8 | 17 octobre 2019   | 978-4-7575-6336-0 | 10 octobre 2024 | 978-2-380-71608-5 |
| Personnage en couverture : Medusa GorgonListe des chapitres : - Chapitre 43 : Le clown (3e partie) - Chapitre 44 : Un choix difficile - Chapitre 45 : Négociations - Chapitre 46 : À l'assaut du château de Baba Yaga (1re partie) - Chapitre 47 : À l'assaut du château de Baba Yaga (2e partie) - Chapitre 48 : À l'assaut du château de Baba Yaga (3e partie) |                   |                   |                 |                   |
| 9 | 12 novembre 2019  | 978-4-7575-6373-5 | 9 janvier 2025  | 978-2-380-71609-2 |
| Personnage en couverture : Franken SteinListe des chapitres : - Chapitre 49 : À l'assaut du château de Baba Yaga (4e partie) - Chapitre 50 : À l'assaut du château de Baba Yaga (5e partie) - Chapitre 51 : À l'assaut du château de Baba Yaga (6e partie) - Chapitre 52 : À l'assaut du château de Baba Yaga (7e partie) - Chapitre 53 : À l'assaut du château de Baba Yaga (8e partie) - Chapitre 54 : À l'assaut du château de Baba Yaga (9e partie) - Chapitre 55 : À l'assaut du château de Baba Yaga (10e partie) |                   |                   |                 |                   |
| 10 | 12 novembre 2019  | 978-4-7575-6374-2 | 10 avril 2025   | 978-2-380-71610-8 |
| Personnage en couverture : Spirit AlbarnListe des chapitres : - Chapitre 56 : À l'assaut du château de Baba Yaga (11e partie) - Chapitre 57 : À l'assaut du château de Baba Yaga (12e partie) - Chapitre 58 : À l'assaut du château de Baba Yaga (13e partie) - Chapitre 59 : À l'assaut du château de Baba Yaga (14e partie) - Chapitre 60 : À l'assaut du château de Baba Yaga (15e partie) - Chapitre 61 : La fin d'une époque, un nouveau départ - Chapitre 62 : Entraînement                                       |                   |                   |                 |                   |
| 11 | 12 décembre 2019  | 978-4-7575-6412-1 |                 |                   |
| Personnage en couverture : Sid BarrettListe des chapitres : - Chapitre 63 : Wanna be an angel - Chapitre 64 : À vos marques ! - Chapitre 65 : Ailes noires contre ailes blanches - Chapitre 66 : Recherches en sorcellerie (1re partie) - Chapitre 67 : Recherches en sorcellerie (2e partie) - Chapitre 68 : Abysse du désespoir, immondice et ténèbres - Chapitre 69 : Triangle amoureux |                   |                   |                 |                   |
| 12 | 12 décembre 2019  | 978-4-7575-6413-8 |                 |                   |
| Personnage en couverture : BlairListe des chapitres : - Chapitre 70 : En vadrouille - Chapitre 71 : Les Grands Anciens - Chapitre 72 : Opération de sauvetage (1re partie) - Chapitre 73 : Opération de sauvetage (2e partie) - Chapitre 74 : Opération de sauvetage (3e partie) - Chapitre 75 : Opération de sauvetage (4e partie) - Chapitre 76 : Opération de sauvetage (5e partie) |                   |                   |                 |                   |
| 13 | 11 janvier 2020   | 978-4-7575-6461-9 |                 |                   |
| Personnage en couverture : Arachné GorgonListe des chapitres : - Chapitre 77 : Opération de sauvetage (6e partie) - Chapitre 78 : Opération de sauvetage (7e partie) - Chapitre 79 : Opération de sauvetage (8e partie) - Chapitre 80 : Opération de sauvetage (9e partie) - Chapitre 81 : Opération de sauvetage (10e partie) - Chapitre 82 : Divagations - Chapitre 83 : Un sang de folie |                   |                   |                 |                   |
| 14 | 11 janvier 2020   | 978-4-7575-6462-6 |                 |                   |
| Personnage en couverture : Justin LawListe des chapitres : - Chapitre 84 : Rétablissement - Chapitre 85 : La chasse - Chapitre 86 : Le feu divin - Chapitre 87 : Une simple histoire - Chapitre 88 : Pêche en altitude - Chapitre 89 : Celui qui nous regardait de haut - Chapitre 90 : Objectif lunaire - Chapitre 91 : Bataille pour la lune (1re partie) |                   |                   |                 |                   |
| 15 | 12 février 2020   | 978-4-7575-6494-7 |                 |                   |
| Personnage en couverture : ExcaliburListe des chapitres : - Chapitre 92 : Bataille pour la lune (2e partie) - Chapitre 93 : Bataille pour la lune (3e partie) - Chapitre 94 : Bataille pour la lune (4e partie) - Chapitre 95 : Bataille pour la lune (5e partie) - Chapitre 96 : Bataille pour la lune (6e partie) - Chapitre 97 : Bataille pour la lune (7e partie) - Chapitre 98 : Le tribunal des sorcières - Chapitre 99 : Hissez haut !                                                                           |                   |                   |                 |                   |
| 16 | 12 février 2020   | 978-4-7575-6495-4 |                 |                   |
| Personnage en couverture : Le Grand Dévoreur AsuraListe des chapitres : - Chapitre 100 : Vers la lune ! - Chapitre 101 : La seconde guerre astrale (1re partie) - Chapitre 102 : La seconde guerre astrale (2e partie) - Chapitre 103 : La seconde guerre astrale (3e partie) - Chapitre 104 : The Dark Side of the Moon I - Chapitre 105 : The Dark Side of the Moon II - Chapitre 106 : The Dark Side of the Moon III - Chapitre 107 : The Dark Side of the Moon IV                                                   |                   |                   |                 |                   |
| 17 | 12 mars 2020      | 978-4-7575-6547-0 |                 |                   |
| Personnage en couverture : Maître ShinigamiListe des chapitres : - Chapitre 108 : The Dark Side of the Moon V - Chapitre 109 : The Dark Side of the Moon VI - Chapitre 110 : The Dark Side of the Moon VII - Chapitre 111 : The Dark Side of the Moon VIII - Chapitre 112 : The Dark Side of the Moon IX - Chapitre 113 : Une âme saine repose dans un corps sain et un esprit sain |                   |                   |                 |                   |

## Soul Eater Not!

### Tomes 1 à 5
| no | Japonais          | Japonais          | Français        | Français          |
| no | Date de sortie    | ISBN              | Date de sortie  | ISBN              |
| --- | ----------------- | ----------------- | --------------- | ----------------- |
| 1 | 22 septembre 2011 | 978-4-7575-3365-3 | 11 octobre 2012 | 978-2-351-42775-0 |
| Personnages en couverture : Anya Hepburn, Tsugumi Harudori, Mémé TatanéListe des chapitres : - Chapitre 1 : Rentrée scolaire ! - Chapitre 2 : Nouvelle année ! - Chapitre 3 : MON€¥ MON€¥ MON€¥ ! - Chapitre 4 : Renégats ! - Chapitre 5 : Réalité - Chapitre 6 : HOW TO ! |                   |                   |                 |                   |
| 2 | 21 juillet 2012   | 978-4-7575-3660-9 | 4 juillet 2013  | 978-2-351-42864-1 |
| Personnages en couverture : Mémé Tatané, Tsugumi Harudori, Anya Hepburn (en uniforme de serveuse)Liste des chapitres : - Chapitre 7 : HOW TO 2 ! - Chapitre 8 : L'invitation ! - Chapitre 9 : Miss Pète-Sec ! - Chapitre 10 : Fighting Street ! - Chapitre 11 : Street 2 ! - Chapitre 12 : Révisions ! - Chapitre 13 : Labyrinthe ! - Chapitre 14 : Scorpion ! - Chapitre 15 : Lavage de cervelle !                                                   |                   |                   |                 |                   |
| 3 | 12 décembre 2013  | 978-4-7575-4164-1 | 3 juillet 2014  | 978-2-368-52022-2 |
| Personnages en couverture : Mémé Tatané, Tsugumi Harudori, Anya Hepburn (en tenue de sport)Liste des chapitres : - Chapitre 16 : Not of the Dead ! - Chapitre 17 : Retour à l'envoyeur ! - Soul Eater Short ! 1 - Soul Eater Short ! 2 - Chapitre 18 : Les activités du Comité ! - Soul Eater Short ! 3 - Soul Eater Short ! 4 - Chapitre 19 : Base-ball à trois ! - Soul Eater Short ! 5 - Chapitre 20 : Death Vegas Parano ! - Soul Eater Short ! 6 |                   |                   |                 |                   |
| 4 | 12 avril 2014     | 978-4-7575-4243-3 | 12 février 2015 | 978-2-368-52127-4 |
| Personnages en couverture : Anya Hepburn, Tsugumi Harudori, Mémé Tatané (déguisées en personnages d'Alice au pays des merveilles)Liste des chapitres : - Chapitre 21 : Journée type - Soul Eater Short ! 7 - Chapitre 22 : Je veux dormir ! - Soul Eater Short ! 8 - Chapitre 23 : La Lame de l'âme - Soul Eater Short ! 9 - Chapitre 24 : Aux petits soins - Soul Eater Short ! 10 - Chapitre 25 : Préparations                                      |                   |                   |                 |                   |
| 5 | 22 décembre 2014  | 978-4-7575-4499-4 | 2 juillet 2015  | 978-2-368-52171-7 |
| Personnages en couverture : Anya Hepburn, Tsugumi Harudori, Mémé TatanéListe des chapitres : - Chapitre 26 : Mauvais rêves - Chapitre 27 : Shibumesse - Partie 1 - Chapitre 28 : Shibumesse - Partie 2 - Chapitre 29 : Shibumesse - Partie 3 - Chapitre 30 : Shibumesse - Partie 4 - Chapitre Final : La vie est cruelle mais excitante ! |                   |                   |                 |                   |

### Square Enix
Soul Eater
1. 1 2  Tome 1
2. 1 2  Tome 2
3. 1 2  Tome 3
4. 1 2  Tome 4
5. 1 2  Tome 5
6. 1 2  Tome 6
7. 1 2  Tome 7
8. 1 2  Tome 8
9. 1 2  Tome 9
10. 1 2  Tome 10
11. 1 2  Tome 11
12. 1 2  Tome 12
13. 1 2  Tome 13
14. 1 2  Tome 14
15. 1 2  Tome 15
16. 1 2  Tome 16
17. 1 2  Tome 17
18. 1 2  Tome 18
19. 1 2  Tome 19
20. 1 2  Tome 20
21. 1 2  Tome 21
22. 1 2  Tome 22
23. 1 2  Tome 23
24. 1 2  Tome 24
25. 1 2  Tome 25

Soul Eater Not!
1. 1 2  Tome 1
2. 1 2  Tome 2
3. 1 2  Tome 3
4. 1 2  Tome 4
5. 1 2  Tome 5

### Kurokawa
Soul Eater
1. 1 2  Tome 1
2. 1 2  Tome 2
3. 1 2  Tome 3
4. 1 2  Tome 4
5. 1 2  Tome 5
6. 1 2  Tome 6
7. 1 2  Tome 7
8. 1 2  Tome 8
9. 1 2  Tome 9
10. 1 2  Tome 10
11. 1 2  Tome 11
12. 1 2  Tome 12
13. 1 2  Tome 13
14. 1 2  Tome 14
15. 1 2  Tome 15
16. 1 2  Tome 16
17. 1 2  Tome 17
18. 1 2  Tome 18
19. 1 2  Tome 19
20. 1 2  Tome 20
21. 1 2  Tome 21
22. 1 2  Tome 22
23. 1 2  Tome 23
24. 1 2  Tome 24
25. 1 2  Tome 25

Soul Eater Not!
1. 1 2  Tome 1
2. 1 2  Tome 2
3. 1 2  Tome 3
4. 1 2  Tome 4
5. 1 2  Tome 5